# Nông Đức Mạnh
Nong Duc Manh, semplificazione latina di Nông Đức Mạnh (Bac Kan, 11 settembre 1940), è un politico vietnamita, segretario generale del Partito Comunista del Vietnam dal 22 aprile 2001 al 19 gennaio 2011.

## Biografia
Nacque in una famiglia di contadini tay l'11 settembre 1940 nella provincia di Bac Kan. Nel 1958, quando era un operaio, cominciò a partecipare alla rivoluzione e nel 1963 si iscrisse al Partito Comunista del Vietnam (allora Partito dei Lavoratori del Vietnam) e ne divenne un membro effettivo nel 1964.
Nel 2001, quando divenne segretario del Partito, giunsero delle speculazioni riguardo al fatto che fosse il figlio di Hồ Chí Minh. Nông, interrogato sul fatto da una conferenza stampa, rispose: "Tutti i vietnamiti sono figli dello zio Hồ!". Nel 2002 un'agenzia asiatica gli chiese nuovamente di confermare o negare le speculazioni, e ancora una volta Nông risposte che tutti i vietnamiti considerano Hồ Chí Minh loro "padre spirituale", ma che comunque le dicerie erano false.